# Trasporto pubblico locale

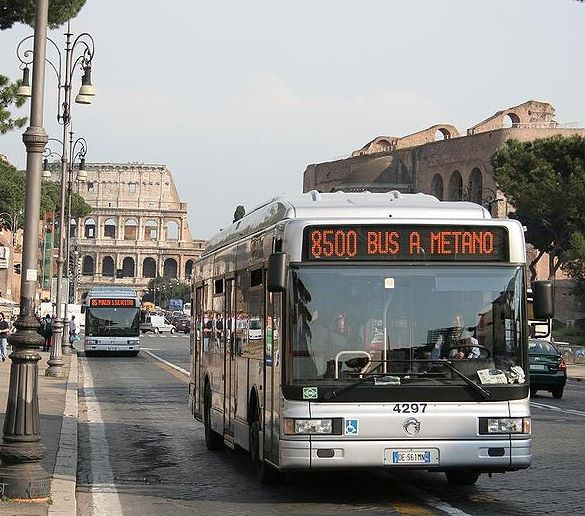
Irisbus Cityclass in servizio a Roma

Il trasporto pubblico locale (abbreviato in TPL) è l'insieme delle diverse modalità di trasporto pubblico su scala locale in ambito comunale, provinciale o metropolitano.

## Storia
I trasporti di massa in ambito locale si sviluppano nel XIX secolo, quando comparvero gli omnibus, ossia carrozze coperte a trazione equina, più tardi convertite in tram trainati sempre da cavalli, oppure mossi dal vapore o da un motore elettrico percorrendo binari predisposti.
Nel 1863 fu inaugurata la prima linea urbana sotterranea, la metropolitana di Londra, prima con locomotive a vapore e poi con motrici elettriche. I tram elettrici dominarono i paesaggi urbani all'inizio del XX secolo.
L'avvento della motorizzazione privata condusse all'eliminazione dei binari nelle città, portando alla sostituzione delle tranvie con filobus e con autobus. La modalità tranviaria ha subito peraltro un rilancio a partire dalla fine del XX secolo in alcuni paesi come in Francia o negli Stati Uniti d'America.
Quale complemento rispetto a questi sistemi tradizionali sono talora in opera sistemi ettometrici quali marciapiedi mobili, scale mobili, ascensori e people mover o proposti servizi di trasporto pubblico non di linea quali l'autobus a chiamata o il taxi collettivo.

## Mezzi impiegati
Il trasporto pubblico locale può essere svolto con diversi mezzi di trasporto pubblici e su diverse tipologie di infrastrutture, sia in sede riservata (corsie preferenziali, viadotti, passanti ferroviari) sia in sede promiscua. Di seguito i mezzi impiegati nello svolgimento del servizio di TPL:
- autobus
- filobus
- tram e metrotram
- metropolitana
- treno
- people mover
- vaporetto
- impianti a fune
- aliscafo
- catamarano
- monocarena
- motonave (laghi di Como, Maggiore e di Garda)
- traghetto

## Sistemi tariffari integrati

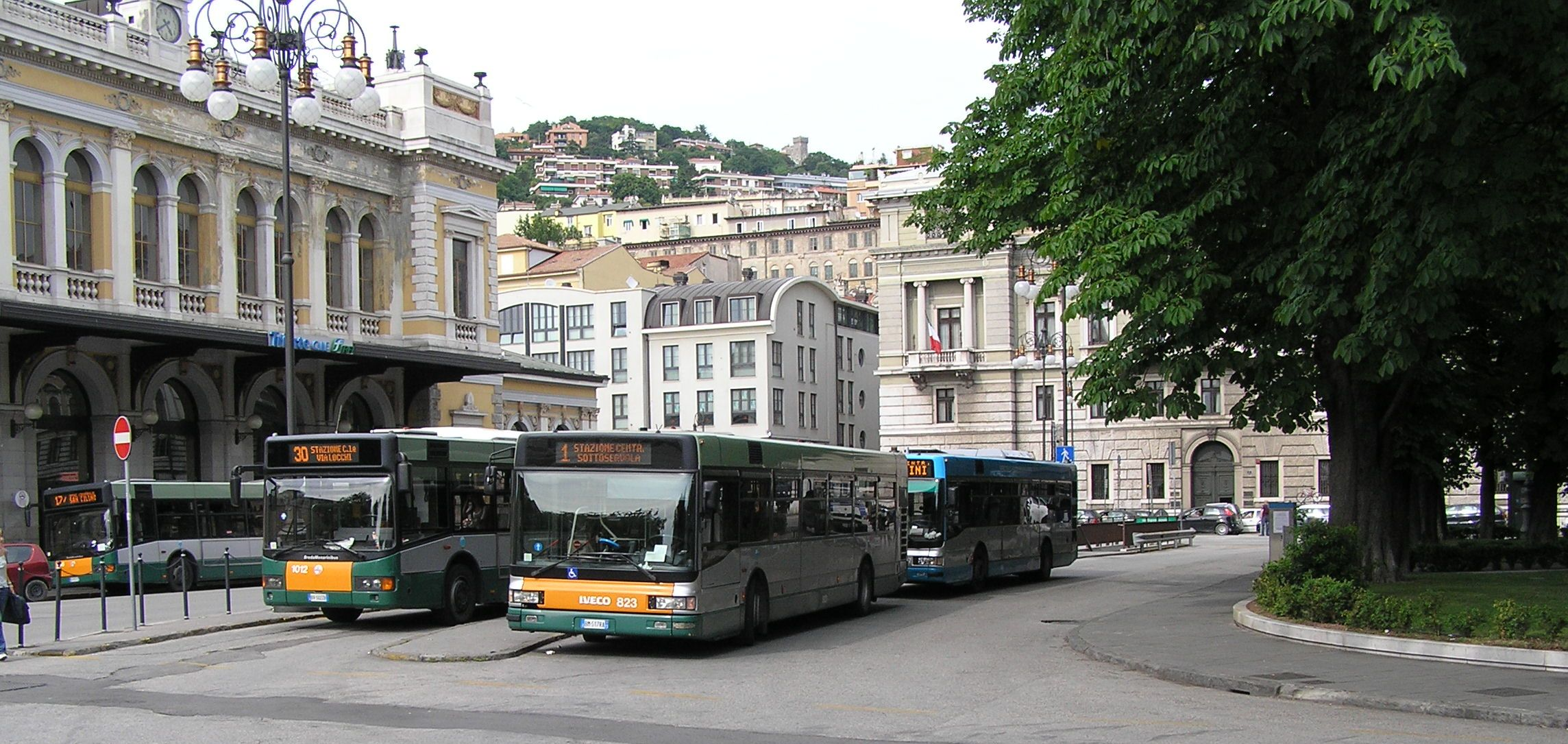
Autobus di Trieste Trasporti

Generalmente, la compresenza all'interno di un singolo bacino di più aziende di trasporto comporta l'acquisto di più titoli di viaggio, con aumento dei tempi di trasbordo e delle difficoltà legate alla reperibilità degli stessi. Per questo motivo, negli ultimi anni, sono andati diffondendosi nelle aree metropolitane delle grandi città i sistemi tariffari integrati, i quali permettono l'utilizzo di servizi svolti da più aziende (anche su mezzi di trasporti differenti, es. autobus e treno) con un singolo biglietto o abbonamento.
I sistemi tariffari integrati sono spesso associati a progetti di integrazione dei rispettivi sistemi di bigliettazione.
Alcuni sistemi tariffari integrati in vigore in Italia sono il Metrebus a Roma, lo STIBM a Milano, l'Unico a Pescara-Chieti o UnicoCampania a Napoli e nella Regione Campania secondo integrazioni tariffarie differenti per fasce.

## Indicatori statistici
Per una valutazione/confronto dei diversi sistemi di trasporto pubblico locale è generalizzato l'uso di alcuni indicatori quali, ad esempio:
- Densità delle reti: lunghezza in chilometri delle reti di trasporto pubblico per 100 km² di superficie comunale.
- Densità di fermate: numero di fermate per km² di superficie comunale.
- Domanda di trasporto pubblico: numero di passeggeri trasportati nell'anno dai mezzi di trasporto pubblico in ambito urbano (autobus, tram, filobus, metropolitana e funicolare).
- Posti-km: numero complessivo di posti offerti agli utenti nell'arco dell'anno. Tale valore è ottenuto come prodotto delle vetture-km² per la capacità media delle vetture in dotazione.